# Payerland
Payerland is een gebied in Nationaal park Noordoost-Groenland in het oosten van Groenland.
De gebied is vernoemd naar de Oostenrijks-Hongaarse poolonderzoeker Julius von Payer.

## Geografie
Het gebied wordt in het noordoosten en oosten begrensd door het Tyrolerfjord en in het verlengde daarvan gelegen Pasterzegletsjer, in het zuidoosten door het Copelandfjord, in het zuiden door de Godthåbgolf en in het westen door de Wordiegletsjer. 
Aan de overzijde van het water of ijs ligt in het noordoosten A.P. Olsenland, in het zuidoosten Clavering Ø, in het zuiden Hudsonland en in het zuidwesten Stenoland.

### Gletsjers
Het gebied heeft meerdere gletsjers. Naast de Wordiegletsjer en de Pasterzegletsjer is dat onder andere ook de Grantagletsjer.